# Forest megye (Wisconsin)
Forest megye az Amerikai Egyesült Államokban, azon belül Wisconsin államban található. Megyeszékhelye és legnagyobb városa Crandon. Lakosainak száma 9179 fő (2020. április 1.). Forest megye Iron, Oconto, Langlade, Oneida, Marinette, Florence és Vilas megyékkel határos.

## Népesség
A megye népességének változása:
| Lakosok száma | 9291 | 9264 | 9198 | 9126 | 9057 | 9179 |
|               | 2010 | 2011 | 2012 | 2013 | 2015 | 2020 |